# Дуния Монтенегро
Дуния Монтенегро (родена на 5 юли 1977 в Рио де Жанейро, Бразилия) е порнографска актриса и бивша танцьорка.
Тя живее в Барселона където е започнала своята порнографска кариера.

## Награди
- 2005 Ninfa награда – Най-добра испанска поддържаща актриса – Who Fucked Rocco?[5]
- 2006 Ninfa награда – Най-оригинална секс сцена – Café Diablo (със Макс Кортес и Салма де Нора) [6]
- 2007 Prop0rn – Най-добра интернет порно актриса[7]
- 2008 Ninfa награда – Най-добра испанска поддържаща актриса – The Resolution[8]